# Bojary (województwo mazowieckie)
Bojary – wieś w Polsce położona w województwie mazowieckim, w powiecie sokołowskim, w gminie Kosów Lacki. Ma status sołectwa.
W latach 1975–1998 miejscowość administracyjnie należała do województwa siedleckiego.
Przez wieś przepływa rzeka Kosówka, która otoczona jest wałem.
Wierni kościoła rzymskokatolickiego należą do parafii Trójcy Przenajświętszej i św. Anny w Prostyni.